# Besleria rotundifolia
Besleria rotundifolia là một loài thực vật có hoa trong họ Tai voi. Loài này được Rusby mô tả khoa học đầu tiên năm 1896.